# Душан Иветић
Душан Иветић (Врлика, 1871 – Београд, 11. фебруар 1940) био је политичар и љекар.
Основну школу завршио је у Врлици, гимназију у српском православном сјеменишту у Задру и дипломирао је медицину у Бечу. Након повратка у Далмацију био је општински вијећник и отворио приватну болницу у Дрнишу 1912. године. По окупирању Далмације талијанске снаге су му конфисковале болницу и осуђен је на шест мјесеци затвора. По повратку из затвора ради као љекар у Сплиту и обавља функцију помоћника министра народног здравља. Биран је за народног посланика 1927. Остатак живота и пензију провео је у Београду.